# イトゥリ州
イトゥリ州（イトゥリしゅう、フランス語: Province de l’Ituri）はコンゴ民主共和国北東部の州。面積は65,658平方キロメートルで、2006年までの東部州の東南部に位置し、コンゴ川の支流アルウィミ川（英語: Aruwimi River）の上流部イトゥリ川（英: Ituri River）の流域で一帯はイトゥリの森（英: Ituri (Rain)forest）と呼ばれ、西部マンバサの大半はオカピ野生生物保護区に指定されている。北に高ウエレ州、西にツォポ州、南に北キヴ州、北東に南スーダン共和国及びウガンダ共和国の西ナイル地方、東はムウィタンジゲ（アルバート湖）の対岸にブニョロ、南東にセムリキ川を挟みトロ王国（ルウェンズルル）と接する。1962年から1966年にはキバリ＝イトゥリ州が置かれていた。州都は南東部のブニアで、東部にはウガンダのネビからマハギ、ファタキ、ジュグ、ブニアを通り北キヴ州のベニへ至る幹線道、南部にブニアからマンバサを経てキサンガニ方面へ向かう幹線道が走る。

## 地理・植生
北東部にはムヒンビ（Cynometra alexandri）、南西部にはリンバリ（Gilbertiodendron dewevrei）、その間の移行帯にはボマンガ（Brachystegia laurentii）といったマメ科の高木がそれぞれ優占種となっている原生林が見られる。東部には開けた土地が続く。

## 民族・言語

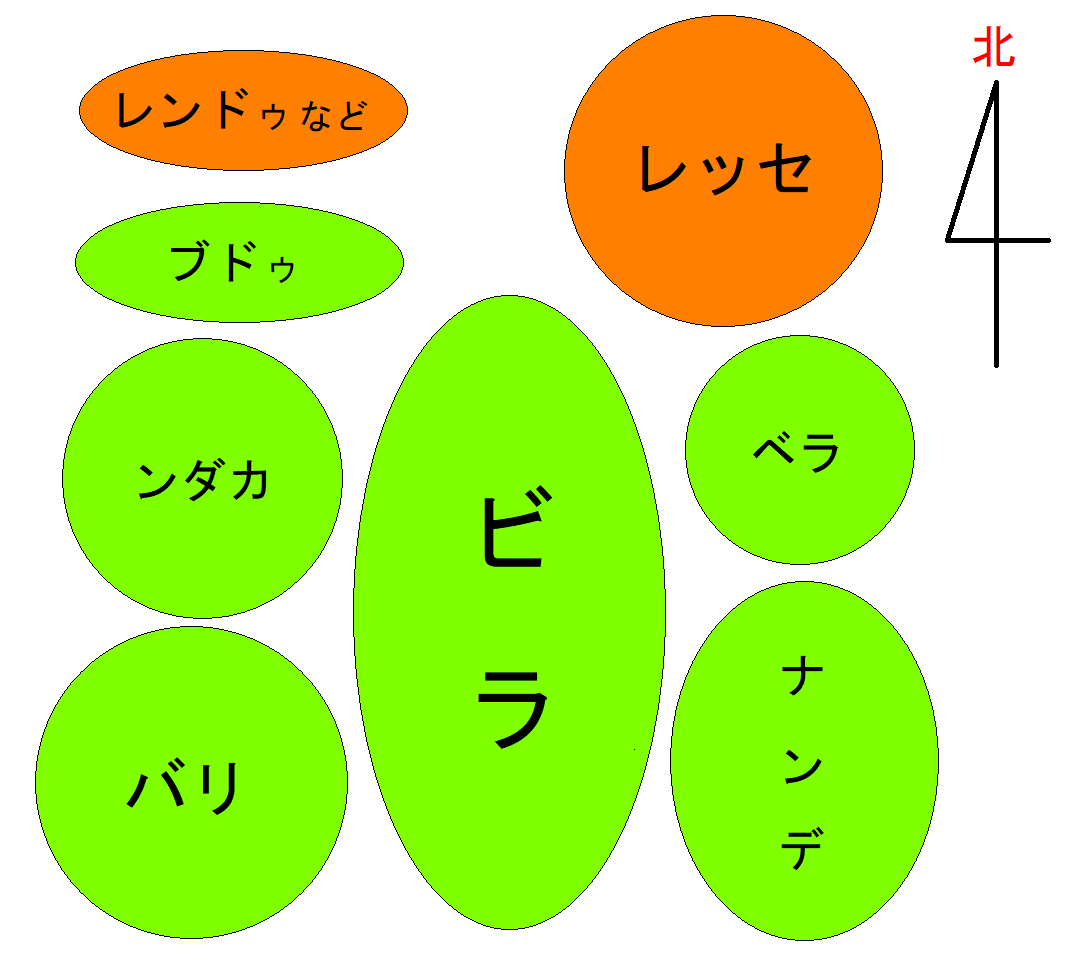
イトゥリ州に暮らす民族の大まかな位置関係（原子 (1977)）。橙色がスーダン系、黄緑色がバントゥー系であることを表す。

この地域の農耕民は（赤道）バントゥー系と（中央）スーダン系とが混在している。中心部にはバントゥー系のビラ（Bila）が中央部と南部に、ンダカ（Ndaka）が西部に、スーダン系のレッセ（Les(s)e）が北東部に暮らし、ンダカの南にバントゥー系のバリ（Bali）、北にバントゥー系のブドゥ（Budu）、さらにその北にスーダン系のレンドゥ（Lendu）などが連なっている。東にはビラと近縁のベラ（Bera; 別名: Babela、Bira）が暮らし、南部からはナンデ（Nande）の北上も見られた。狩猟採集民ピグミーであるムブティは交流のある農耕民の言語（レッセ語・ビラ語・ンダカ語）を話す。
中南部にバントゥ系の遊牧民ヘマ（Hema）なども暮らし、地域の共通語はコンゴ・スワヒリ語である。

## 紛争
アルバート湖の石油や金などの資源を巡り、2度のコンゴ戦争などを通じてウガンダ、ルワンダの軍や武器などが流入し、ウガンダ軍のジェイムズ・カジニ (James Kazini) 司令官がヘマを優遇してキバリ＝イトゥリ州を再設、コンゴ民主連合を使いレンドゥを襲撃するなどして、イトゥリ紛争 (Ituri conflict) と呼ばれる争乱が続いている。
イトゥリ紛争において軍部の思惑を別物とすれば、ヘマとレンドゥの対立点は土地の利用をめぐるものでもあった。約5万人が死亡し、多くの難民を生んだ紛争も2000年代前半には沈静化したが、2018年には再びレンドゥの集落が襲われるなどの衝突が活発になっている。襲撃のうわさが立つたびに、州都ブニアに設けられている難民キャンプへの流入や教会への駆け込み、アルバート湖上への一時避難が行われている。
国際連合人道問題調整事務所(OCHA)が2022年7月21日に公開した報告によれば、北キヴ州、南キヴ州、そしてイトゥリ州などコンゴ民主共和国東部では民主同盟軍(ADF)をはじめとする約120の反政府勢力が活動している。特にイトゥリ州は北キヴ州と共に反政府武装勢力を鎮圧する名目で2021年5月6日以降、軍と警察に完全な権限が与えられ州政府が運営されており、事実上の戒厳状態にある。この措置は当初は30日間限定であったが以降も議会によって15日ずつ延長を繰り返しており、2024年2月現在に至っても継続されている。しかし紛争の鎮圧に効果があったとは言い難く、2020年4月から2021年5月までの間に国軍と武装勢力との衝突は約400件、それによる民間人殺害が1,374人だったのに対し、戒厳状態となった2021年5月から2022年4月までは約600件、2,500人以上と悪化している。

## 衛生状態
2000年代においても、ペストの発生がWHOに報告されている。2009年の患者数は、2001年以降最も低い発生報告数であったものの患者618人、うち死亡者27人となっている。

## 脚註
1. 1 2 3 4 5  原子 (1977:188).
2. ↑  原子 (1977:190).
3. ↑  Lewis, M. Paul; Simons, Gary F.; Fennig, Charles D., eds. (2015). Ethnologue: Languages of the World (18th ed.). Dallas, Texas: SIL International.（オンライン版: Democratic Republic of the Congo（要課金）、2009年3月6日閲覧。）
4. ↑  篠田英朗「アフリカにおける天然資源と武力紛争 −内戦の政治経済学の観点から−」pp.161-167,『資源管理をめぐる紛争の予防と解決』IPSHU研究報告シリーズ Vol.35, 広島大学平和科学研究センター、2005年11月。
5. ↑  デルフィーヌ・アバディ; アラン・ドノー; ウィリアム・サシェール (2008年12月). “コンゴで再燃した資源争奪戦争”. ル・モンド・ディプロマティーク{{cite news}}:  CS1メンテナンス: 曖昧な日付のフォーマット (カテゴリ)
6. ↑  澤田昌人「コンゴ東北部イトゥリ地方における民族間対立と土地問題」『立命館言語文化研究』17巻3号 2006年2月。
7. ↑  “【AFP記者コラム】ある場所からの報道”.   AFP (2017年7月17日). 2018年7月18日閲覧。
8. ↑  “Briefing note: Democratic Republic of Congo - Humanitarian concerns in North Kivu, South Kivu, and Ituri (21 July 2022)”.  国際連合人道問題調整事務所(OCHA) (2022年7月21日). 2022年8月19日閲覧。
9. ↑  “DRC: State of emergency in North Kivu, Ituri comes under scrutiny amid rising attacks”. アフリカニュース. (2022年4月28日) 2022年8月19日閲覧。
10. ↑  ペスト：地域別罹患率・死亡率の検討-2004年～2009年 CDC Travelers' Health, Outbreak Notice（2010年2月18日）2017年3月4日